# Glück auf

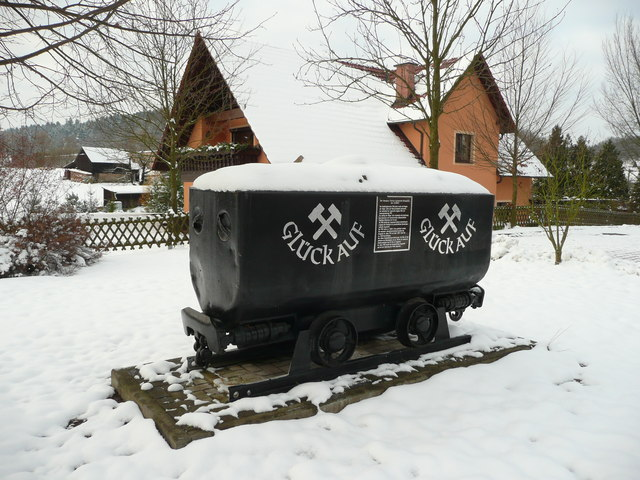
”Glück auf” på en malmhund i Wismar.

Glück auf (även Glückauf eller Glück Auf) är en traditionell tysk bergsmanshälsning. Hälsningen används numera även av tunnelbyggare och betyder ungefär ’lycka till’.

## Historik
Hälsningen har sitt ursprung i tyska Erzgebirge och började användas redan i slutet av 1500-talet. Man ville önska varandra lycka till med att öppna nya malmgångar  samt att man välbehållen kom upp till ytan igen. På illustrationer visas hälsningen ofta med berghammare och bergmejsel i kors.

## Användning  i dag
I dag förekommer hälsningen i samband med festliga evenemang inom gruvdriften och används även som avslutningsfras på brev, ”Mit freundlichem Glückauf”. Glück auf-hälsningen används även av Technisches Hilfswerk och ofta av tyska företag inom tunnelbygge.

### Sverige
Ett exempel finns från Stockholm, där en av Citybanans tunnlar (Vasatunneln) anläggs av tyska Bilfinger Berger. När deras arbetstunnel Eva började drivas in i berget vid Tomtebodavägen uppsattes en granrissmyckad skylt med texten ”Glück auf  2009-11-17 Tunnel Eva”.

## Internationell användning
- England: Good luck![1]
- Polen: Szczęść Boże[2]
- Rumänien: Noroc bun
- Slovakien: Zdar boh
- Slovenien: Srečno!
- Tjeckien: Zdařbůh
- Ungern: Jószerencsét!

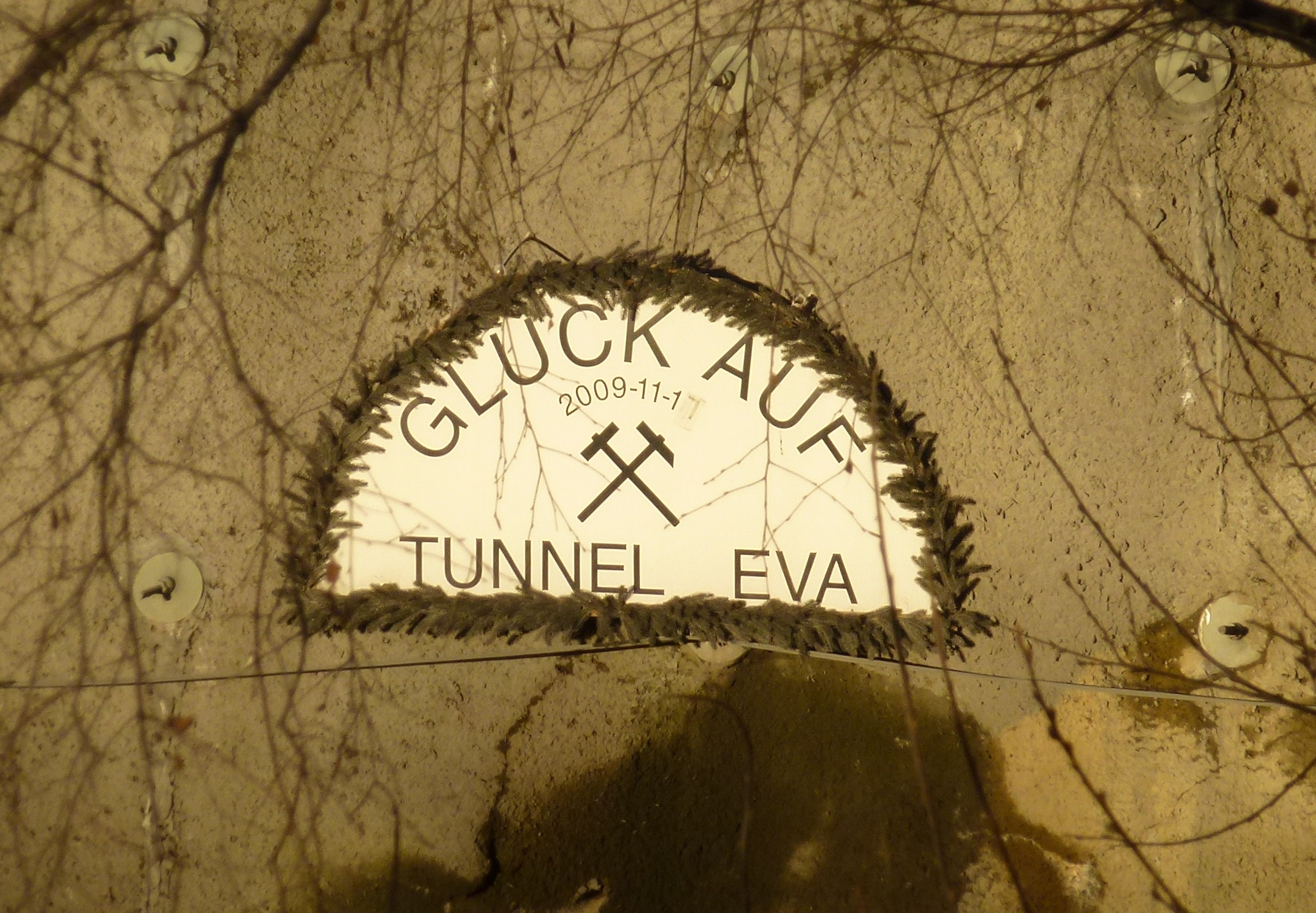
Glück auf-hälsning vid arbetstunneln Eva för Vasatunneln i Stockholm.

- Ryssland: Cчастливо! (Stjastlivo!)
- Serbien: Срећно! (Srećno!)
- Sverige: Lycka till!